# Malgari Amadei Ferretti
Malgari Amadei Ferretti, nata Malgari Amadei (Chiaravalle, 12 ottobre 1930 – Ancona, 12 luglio 2012), è stata una politica italiana.

## Biografia
Cresce in una famiglia antifascista e vede il padre più volte sottoposto alle angherie del regime fascista. Giovanissima inizia il suo impegno politico e sociale e si iscrive alla Federazione dei giovani comunisti, partecipa all'organizzazione dell'associazione dei Pionieri e alla costruzione dell'Unione Donne Italiane (UDI), di cui, nel corso degli anni, ne diviene dirigente provinciale, regionale e nazionale. Organizza doposcuola e colonie estive per i figli delle donne della manifattura tabacchi, delle famiglie operaie e di quelle dei pescatori di Ancona, partecipa alla lotta dei minatori di Cabernardi.
È citata nel libro I treni della felicità per la solidarietà organizzata nelle Marche, nel 1950, alle famiglie dei braccianti pugliesi in sciopero. Nel 1954 sposa Emilio Ferretti (il comandante partigiano “Ferro”) e diviene madre di due figli. Nel 1957 si trasferisce con la famiglia a Fabriano dove partecipa alle lotte del Maglio e delle Cartiere Miliani.
Nuovamente ad Ancona dal 1962 è eletta responsabile provinciale dell'UDI. Per il PCI entra a far parte, presso la Prefettura di Ancona, del Comitato provinciale di Assistenza. Organizza la prima sindacalizzazione delle commesse della Standa di Ancona e partecipa alle lotte delle operaie delle aziende tessili Mirum, Genny e Baby Brummel.
È protagonista nelle rivendicazioni per il riconoscimento dei diritti delle donne: dalla parità nel lavoro e nelle retribuzioni, agli asili nido, dalle pensioni alle casalinghe, al divorzio e all'aborto. Nel 1964 viene eletta Consigliere comunale di Ancona. Nel 1969 entra a far parte del Comitato Centrale del PCI. Nel 1970 è la prima ed unica donna ad essere eletta nella I legislatura del Consiglio Regionale delle Marche dove viene riconfermata per altri due mandati, fino al 1983, per poi essere eletta alla Camera dei deputati che lascia nel 1987 per tornare in Consiglio comunale di Ancona fino al 1993.
Come costituente regionale si batte, con successo, perché il primo Statuto regionale riconosca, fra i suoi fondamenti, i diritti delle donne e il diritto alla tutela della salute, a partire dai luoghi di lavoro. Sostiene e si fa parte attiva, insieme a CGIL, CISL, UIL e alla Commissione Interna dei CNR di Ancona della prima indagine sulla condizione di salute degli operai del Cantiere Navale.  Nel corso delle tre legislature regionali si è occupata di servizi sociali, di scuola e formazione professionale, di sanità e di temi istituzionali.
Nel 1975 viene eletta Vicepresidente della V Commissione sanità e nel 1980 entra a far parte, come Consigliere Segretario, dell'Ufficio di Presidenza del Consiglio Regionale delle Marche. Alla Camera dei Deputati è componente della commissione sanità. Nel corso del suo lungo impegno politico e istituzionale, inoltre,  ha fatto ininterrottamente parte, dei comitati federale e regionale del PCI prima e del PDS poi, dove ha ricoperto, tra l'altro, varie responsabilità nell'esecutivo e nei settori.